# Dublin, Texas
Dublin là một thành phố thuộc quận Erath, tiểu bang Texas, Hoa Kỳ. Năm 2010, dân số của xã này là 3654 người.

## Dân số
- Dân số năm 2000: 3754 người.
- Dân số năm 2010: 3654 người.